# Mikk Pahapill
Mikk Pahapill (ur. 18 lipca 1983) – estoński lekkoatleta, wieloboista.
Międzynarodową karierę zaczynał w 2002 od startu w mistrzostwach świata juniorów. W 2005 był dwunasty w mistrzostwach świata, a rok później nie ukończył dziesięcioboju podczas mistrzostw Europy. Dziewiąty zawodnik igrzysk olimpijskich w Pekinie  (2008). Zwycięzca siedmioboju w halowych mistrzostwach Europy (2009). Tuż za podium – na czwartym miejscu – ukończył rywalizację na mistrzostwach Europy w 2010. W 2016 pojawił się na listach startowych mistrzostw Europy w Amsterdamie, lecz ostatecznie nie wystartował w żadnej konkurencji. Wygrywał zawody pucharu Europy w wielobojach. Trenerem Pahapilla, podobnie jak większości estońskich wieloboistów jest była litewska siedmioboistka – Remigija Nazarovienė.
Rekordy życiowe: dziesięciobój lekkoatletyczny – 8398 pkt. (28/29 maja 2011, Götzis); siedmiobój lekkoatletyczny – 6362 pkt. (7/8 marca 2009, Turyn), rezultat ten jest dziesiątym wynikiem w historii światowej lekkoatletyki.

## Osiągnięcia
| Rok  | Impreza                                | Miejsce   | Konkurencja   | Lokata      | Wynik     |
| ---- | -------------------------------------- | --------- | ------------- | ----------- | --------- |
| 2002 | Mistrzostwa świata juniorów            | Kingston  | dziesięciobój | 9. miejsce  | 7142 pkt. |
| 2005 | Superliga pucharu Europy w wielobojach | Bydgoszcz | dziesięciobój | 1. miejsce  | 8149 pkt. |
| 2005 | Mistrzostwa świata                     | Helsinki  | dziesięciobój | 12. miejsce | 8003 pkt. |
| 2006 | Superliga pucharu Europy w wielobojach | Arles     | dziesięciobój | 4. miejsce  | 7980 pkt. |
| 2006 | Mistrzostwa Europy                     | Göteborg  | dziesięciobój | –           | DNF       |
| 2008 | Igrzyska olimpijskie                   | Pekin     | dziesięciobój | 11. miejsce | 8178 pkt. |
| 2009 | Halowe mistrzostwa Europy              | Turyn     | siedmiobój    | 1. miejsce  | 6362 pkt. |
| 2009 | Mistrzostwa świata                     | Berlin    | dziesięciobój | –           | DNF       |
| 2010 | Superliga pucharu Europy w wielobojach | Tallinn   | dziesięciobój | 2. miejsce  | 8198 pkt. |
| 2010 | Mistrzostwa Europy                     | Barcelona | dziesięciobój | 4. miejsce  | 8298 pkt. |
| 2011 | Halowe mistrzostwa Europy              | Paryż     | siedmiobój    | 13. miejsce | 5782 pkt. |
| 2011 | Mistrzostwa świata                     | Daegu     | dziesięciobój | 9. miejsce  | 8164 pkt. |
| 2012 | Halowe mistrzostwa świata              | Stambuł   | siedmiobój    | –           | DNF       |
| 2013 | Halowe mistrzostwa Europy              | Göteborg  | siedmiobój    | –           | DNF       |
| 2013 | Superliga pucharu Europy w wielobojach | Tallinn   | dziesięciobój | 3. miejsce  | 8099 pkt. |
| 2013 | Mistrzostwa świata                     | Moskwa    | dziesięciobój | 17. miejsce | 8170 pkt. |
| 2016 | Mistrzostwa Europy                     | Amsterdam | dziesięciobój | –           | DNS       |